# Video System
Video System Co., Ltd. (ビデオシステム株式会社?) var ett programvaruföretag som grundades av mjukvaruutvecklare Koji Furukawa i Kyoto, Japan i december 1984. Det var mest känt för att spela datorspel till arkad och andra olika plattformar, inklusive Super NES, Neo Geo och Nintendo 64.

### Fotnoter
1. ↑  ”Video System” (på engelska). Giantbomb. https://www.giantbomb.com/video-system-co-ltd/3010-1760/. Läst 22 juli 2018.